# Бети Махмуди
Бети Махмуди (на английски: Betty Mahmoody) е американска писателка на бестселъри в жанра биографичен роман.

## Биография и творчество
Бети Махмуди е родена на 9 юни 1945 г. в Алма, Мичиган, САЩ. Отраства в Алпена, Мичиган.
През 1977 г. се омъжва за д-р Сайед Махмуди, иранец анестезиолог. Имат дъщеря – Махтоб Махмуди, родена през 1979 г. През 1984 г. заминават на посещение на семейството на Сайед в Иран, като тя получава обещание от съпруга си гостуването да е за 2 седмици. Остават обаче в продължение на 2 години, защото съпругът ѝ работи като лекар в Ирано-иракската война. На нея и дъщеря ѝ не им се разрешава да се върнат в САЩ, заплашват ги и дори известно време ги държат разделени. Те се чувстват като в капан и като затворници, защото иранците са враждебно настроени към американците, които поддържат Ирак в конфликта, а семейството му също не я приема. През 1986 г. тя предприема рисковано бягство като изминава 800 км, за да стигне до Турция, получавайки помощ по пътя от много иранци. След завръщането си в САЩ подава молба за развод, официално одобрен от съда през 1989 г., а съпругът ѝ не е допуснат в САЩ заради радикалните си ислямски позиции.
Впечатленията си от преживяното описва в книгата си „Не без дъщеря ми“ издадена през 1987 г., в съавторство с журналиста Уилям Хофър. Книгата става бестселър и я прави известна. През 1991 г. е екранизирана в едноименния филм с участието на Сали Фийлд, Алфред Молина и Шийла Розентал.
През 1993 г. публикува продължението на историята в романа „От любов към дъщеря ми“, в която описва живота си след връщането от Турция и повторната адаптация към нормалния живот, както и различни други истории на жени, които са били в аналогични на нейните ситуации.
През 2002 г. иранско-финландският писател и режисьор Алексис Курос прави заедно със Сайед Махмуди документалния филм „Без дъщеря ми“, който е в отговор на книгата и филма „Не без дъщеря ми“. Бившият ѝ съпруг почива през 2009 г. През 2013 г. е публикувана книгата му „Lost Without My Daughter“, в която той представя своето виждане за случилото се в светлината на културната и политическата ситуация в Иран в тези години.
Писателката е президент и съосновател на организацията „One World: For Children“, която насърчава разбирателството между културите и се стреми да предлага сигурност и защита на децата от мултикултурни бракове.
Дъщеря ѝ Махтоб Махмуди също е писателка, авторка на романа „Най-сетне свободна“ от 2013 г., в който тя излага своето виждане и спомени за случилото се в Иран и нейния живот след това.

## Произведения

### Романи
- Not Without My Daughter (1987) – с Уилям Хофър
Не без дъщеря ми, изд.: ИК „Златорогъ“, София (1992), прев. Юлиана Цветкова, Евдокия Стефанова
- For the Love of a Child (1992)– с Арнолд Дънчок
От любов към дъщеря ми, изд.: ИК „Златорогъ“, София (1993), прев. Юлиана Цветкова
- Kidnappés! (1995)– с Патси Хейманс, Уилям Хофер, Мерилин Хофер
Отвлечени от секта, изд.: Емас, София (ISBN 978-954-357-160-4), прев. Валентина Бояджиева

### Екранизации
- 1991 Не без дъщеря ми, Not Without My Daughter